# Бивор, Энтони
Э́нтони Джеймс Би́вор (англ. Antony James Beevor; род. 14 декабря 1946[…], Кенсингтон) — британский военный историк и писатель, автор ряда книг по истории XX века, в частности о Второй мировой войне.
В целом, его произведения были переведены на более чем 30 языков, включая русский, с более чем 6 миллионами проданных экземпляров.
Почётный доктор гуманитарных наук (англ. en:Doctor of Letters) Кентского университета. Член Королевского общества искусств и литературы. Лауреат ряда исторических и литературных премий.

## Биография
Учился в Королевской военной академии в Сандхёрсте, где одним из его профессоров был историк Джон Киган; после окончания в 1967—1970 гг. служил в 11-м принца Альберта гусарском полку, командовал танковым взводом на восточной границе ФРГ. Оставил военную службу с тем, чтобы посвятить себя литературе и науке. Является учеником историка Второй мировой войны Джона Кигана. В настоящее время — приглашённый профессор (англ. visiting professor) Школы истории, классической филологии и археологии при Биркбек-колледже Лондонского университета (англ. School of History, Classics and Archaeology at Birkbeck College, University of London), где читает курс по истории Испании XX века.

## Исследования
Бивор дебютировал в 1982 году монографией «Гражданская война в Испании».
Известность Бивору принесли книги «Сталинград» (1998) и «Падение Берлина. 1945» (Berlin — The Downfall 1945; 2002) в связи с сюжетами в «Падении Берлина» о жестокости и насилии, которым подверглось население Германии со стороны советских войск. Позже, в 2002 году в статье «Русские солдаты насиловали всех немок от 8 до 80 лет. Это была армия насильников» (фраза, сказанная ему советским военным корреспондентом Натальей Гессе) в газете The Guardian Бивор утверждал, что «об изнасилованиях немецких женщин в советское время было запрещено не только писать, но и говорить», и, по его словам, в разговорах с ним лишь немногие ветераны соглашались говорить об этом и вспоминали безо всякого сожаления. Из россиян эту тему затрагивал, в частности, диссидент-эмигрант Лев Копелев.
В книге «Сталинград» одной из тем, исследованных Бивором, было противостояние двух лидеров и тиранов — Сталина и Гитлера. По мнению Бивора, Гитлер проиграл Сталину — он оказался неспособен видеть и оценивать реальность, отказался прислушиваться к мнению руководителей вермахта, и именно с этого момента среди его противников оказалась старая прусская военная аристократия — все поражения были записаны за счёт её трусости и осторожности. В отличие от Гитлера, Сталин начал прислушиваться и доверять своим генералам, что позволило изменить ход войны. Но не решения диктаторов решили судьбу главной битвы войны, и не только обширность захваченной немцами территории и растянутость коммуникаций, грязь, мороз — традиционные «союзники» русских, хотя и они сыграли свою роль. Битву в руинах города, видевших примеры трусости и предательства, беспощадности к врагам и собственным солдатам, не говоря о мирном населении, выиграл русский солдат, именно на Волге решивший сражаться до смерти. Сталинград стал, по мнению Бивора, «новой формой ведения войны», кульминационной точкой тотальной войны и тоталитарной войны.
Следующие исследования Бивора посвящены Ольге Чеховой и Василию Гроссману.
В 2009 году было опубликовано исследование Бивора «Высадка в Нормандии», посвящённое открытию союзниками второго фронта во Франции. Как писал обозреватель издания «The Guardian» Доминик Сэндбрук, несмотря на то, что Дню Д уже было посвящено множество книг и статей, несмотря на то, что бытовые детали вторжения союзников уже были перед глазами читателей благодаря фильму Спилберга, Энтони Бивор сумел привлечь читателей умелым сочетанием охвата стратегических, мирового значения, решений, с анекдотами, столь ценными своими яркими деталями: стюарды, подающие английским офицерам традиционную овсянку перед самой высадкой; французская студентка, вернувшаяся на пляж за забытым велосипедом и оставшаяся на долгие сутки и нашедшая в итоге своего будущего мужа; немецкие солдаты, дружелюбно угощавшие вином испуганных английских пленных солдат. Мелкие мазки кисти Бивора к портретам главных ключевых лиц оживляют их: Гитлер в восторге от начала высадки — наконец-то нервное ожидание закончено и союзники скоро будут сброшены в море; Тедди Рузвельт с тростью и презрением к опасности, несгибаемо вышагивающий по песчаному берегу; неудержимый и нетерпеливый Джордж Паттон и многие, многие другие.
В 2021 году в России были изданы переводы двух документальных исследований Энтони Бивора, посвящённых операциям на западном фронте Второй мировой войны — «Битва за Арнем: крах операции „Маркет — Гарден“, или Последняя победа Гитлера» и «Арденнская операция. Последняя авантюра Гитлера». По мнению российского историка Владимира Максакова, ценность книг Бивора, в отличие от традиционной историографии, во взгляде на события глазами солдата, командиров полков, батальонов, а также мирного населения, которое и вовсе редко было в фокусе военных историков. «Это создает впечатление истории, которая вершится не благодаря, а вопреки указаниям и действиям отдельных людей и происходит на уровне совсем других человеческих сообществ — взвода, батальона, полка. „Битва за Арнем“ и „Арденнская операция“ (как и прежде переведенные на русский язык „Сталинград“, „Падение Берлина“ и „Высадка в Нормандии“) возвращают в военную историю человека, а в историографию — антропологическое измерение, которого иногда так не хватает».
В 2022 году издательством Weidenfeld & Nicolson было выпущено новое историческое исследование Энтони Бивора «Россия: Революция и Гражданская война 1917—1921» (Russia: Revolution and Civil War 1917-1921). Обозреватель газеты «The Guardian» Эндрю Энтони отмечал, что даже такому опытному исследователю Второй Мировой войны и других военных конфликтов XX века, как Бивор, при работе над новой книгой пришлось столкнуться с гораздо более масштабными историческими событиями, и часто гораздо более жестокими и кровавыми, как бы парадоксально это не звучало в сравнении со Второй мировой. Крупнейшим вызовом для историков всегда была та степень хаоса, охватившего территорию бывшей Российской империи, не пережившей испытаний Первой Мировой войны. Этот хаос ещё больше усилился с началом Гражданской войны, войны всех со всеми — на каждом клочке самого крупного по территории государства мира — от Варшавы до Владивостока, от Полярного круга до границ Османской империи. По мнению критика, Бивору удалось справиться с титанической задачей: «Однако он удивительно ясный писатель, который с большим воодушевлением и пониманием излагает обширный материал. Книга появилась на фоне российского вторжения в Украину, и в ней есть её очевидные отголоски, не в последнюю очередь в местах, только что появившихся в новостях, таких как Харьков, образующих сцены предыдущих разрушений». Бивор подробно исследует как феномен Добровольческой армии («возможно самого несбалансированного военного формирования, где на 36 генералов приходилось 880 унтер-офицеров и рядовых…»), так и состав и мотивацию войск иностранных интервентов, особенно британцев и чехов; формирований жестокого украинского национального диктатора Симона Петлюры и столь же свирепого анархиста Нестора Махно; феномен казачества, непредсказуемая смена присяги которого была фактором огромной стратегической важности, и, конечно же, Красной Армии.

## Оценка Бивора как историка и писателя
Как утверждает специалист по истории Германии Д. Джонсон, «высокая репутация г-на Бивора гарантирует, что его утверждения (о массовых изнасилованиях в Германии) будут восприняты серьёзно».
Научный руководитель Центра истории войн и геополитики Института всеобщей истории РАН Олег Ржешевский, говоря о шумной кампании, поднятой в британской прессе о «зверствах советских войск», пишет, что, «зная автора как серьёзного историка, мне подумалось, что это дешёвая товарная приманка для обывателя». Однако, по оценке историка, оказалось, что это возвращение образа «азиатских орд», который вбивала в головы немцев нацистская пропаганда, а затем небольшая группа историков-неофашистов. Историк обращает внимание, что «документы по этим проблемам доступны, большинство из них опубликованы, но в книге Бивора отсутствуют… а такие указания на источники, как „берлинцы помнят…“, ссылки на „опыт изнасилованных немецких женщин“ (с. 116) — может быть подходят любителям интимного чтива, но неприемлемы для научного исследования».
Французский специалист по эпохе Второй мировой войны Анри Амурё пишет, что «падение Берлина — эпизод, который не имеет подобного в истории мира — нашло в лице Энтони Бивора историка, который, с его скрупулёзностью, его информацией, его работой, его талантом, представляет собой нечто незаурядное». По мнению американского военного историка Дэвида Гланца, Бивор «является одним из лучших нарративных военных историков, пишущих сейчас», а «Падение Берлина» «представляет собой нарративную историю в её лучших проявлениях». Он также высказал мнение, что, «умело используя мемуары, литературу и ранее опубликованные описания, Бивор захватывает психологическое состояние и глубоко личные мотивы командиров и солдат».
Есть и противоположные оценки исторических трудов Энтони Бивора. Немецкий историк Йохен Хелльбек, к примеру, отмечает, что Бивор в своей книге «Сталинград», пытаясь представить Сталинградскую битву как войну советских властей против собственного народа, без проверки тиражирует слухи, которые противоречат историческим документам. В целом же «Сталинград», по оценке Хелльбека, написан откровенно с пронемецких позиций и «пропитан пропагандистскими стереотипами, сформированными ещё во времена нацистской Германии».
Как сообщает персональный сайт Бивора, труды Бивора, особенно «Сталинград» и «Падение Берлина», получили восторженные рецензии в крупнейших мировых газетах. Его труды иногда хвалят за яркий стиль, использование новых архивных документов и показ повседневной жизни всех воюющих сторон.

### Премии
Почётный доктор гуманитарных наук (англ. Doctor of Letters) Кентского университета с 2004 года и Батского университета с 2010 года. Почётный член Королевского колледжа Лондона с июля 2016 года.
Книга Бивора Crete: The Battle and the Resistance была удостоена премии имени Стивена Рансимена, которая вручается Англо-греческой лигой за книги о культуре и истории Греции. В 2014 году Бивор был отмечен литературной премией Притцкеровского военного музея и библиотеки за заслуги в военной литературе. Тим О’Брайен, лауреат премии 2013 года, сделал объявление от имени отборочной комиссии. Сумма награды составляла 100 000 долларов США. В 2016 году он был удостоен медали Медликотта от английской исторической ассоциации.
В 1997 году Бивор был удостоен звания кавалера французского Ордена Искусств и литературы, в 2008 году — Ордена Креста земли Марии 3 степени, в 2015 году — бельгийского Ордена Короны. В 2017 году Энтони Бивор был произведён в рыцари-бакалавры за свою исследовательскую деятельность.
- Longman–History Today Award[англ.] попечителей (2002)[29]

### Книги Энтони Бивора и цензура
В августе 2015 года власти Свердловской области распорядились изъять из школьных библиотек книги Энтони Бивора, объясняя это тем, что они «пропагандируют стереотипы, сформировавшиеся во времена Третьего Рейха». Комментируя данное событие, Бивор отметил, что не удивлён изъятию книг, а удивлён тому, что это происходило так долго. Также он заявлял о том, что претензии не имеют отношения к реальности — вся написанная в книге информация взята им из российских архивов. Он заявил, что там есть документы советского военачальника Цыганкова о «массовых изнасилованиях немецких женщин советскими солдатами».
10 января 2018 года на Украине был запрещён к печати и ввозу русский перевод книги Энтони Бивора «Сталинград». По заявлению Гостелекомрадио, в книге якобы содержались антиукраинские утверждения. Автор отрицает факт наличия подобных утверждений и называет запрет абсурдным.

## Критика
Российский посол в Великобритании Г. Карасин назвал книгу[какую?] «явной клеветой против людей, которые спасли мир от фашизма».
Участник Великой Отечественной войны, бывший заместитель министра обороны СССР генерал И. М. Третьяк заявил, что случаи жестокости в Германии со стороны Красной армии имели место, однако попытка представить советские войска «ордой громил и мародёров» не соответствует исторической правде.
Книга «Падение Берлина» вызвала критику со стороны двух историков, ранее бывших сотрудниками Министерства обороны СССР: О. А. Ржешевского и генерала Махмута Гареева. Гареев обвинил Бивора в тенденциозности и клевете. Профессор О. А. Ржешевский, президент Российской ассоциации историков Второй мировой войны, обвинил Бивора в возрождении штампов нацистской пропаганды о зверином облике русских. По мнению Ржешевского, «документы по этим проблемам доступны, большинство из них опубликованы, но в книге Бивора отсутствуют», а заявления Бивора «построены на пересказах самих жертв и очевидцев, выборочных отрывках из интервью и тому подобных свидетельствах». При этом Ржешевский заявил, что методы работы Бивора с источниками в книге «Падение Берлина» подходят «любителям интимного чтива, но неприемлемы для научного исследования». Ржешевский утверждает, что Бивор возвращает «образ „азиатских орд“, который вбивала в головы немцев нацистская пропаганда, а затем небольшая группа историков-неофашистов, от которых давно отвернулись в Германии». В связи с этим доцент Геннадий Бордюгов, руководитель исследовательских программ Ассоциации исследователей российского общества XX века, утверждает о табуированности темы военных преступлений РККА в советские времена и для российских историков старшего поколения (в качестве примера Бордюгов особо приводит Ржешевского). Бордюгов цитирует ряд выводов Бивора по этой тематике.
Бивор ответил на критику российских историков. Он утверждает, что факты, излагаемые в книге о Берлине — в частности, об изнасилованных советскими солдатами немках, он нашёл в российских источниках. В частности, по его словам, он использовал выдержки из отчёта генерала Цыганкова, главы политического управления 1-го Украинского фронта. Он ответил Ржешевскому так: «Профессор Ржешевский даже обвинил меня в повторении нацистской пропаганды, хотя на самом деле большинство моих фактов были найдены в советских источниках, в частности — в отчётах НКВД в государственных архивах Российской Федерации, или основаны на большом числе надёжных личных источников». Бивор сказал, что он надеется, что российские историки будут «более объективно подходить к материалам в своих собственных архивах, которые не вписываются в миф о советской армии-„освободительнице“ в 1945 году».
Доктор исторических наук, ведущий научный сотрудник Института российской истории РАН Е. С. Сенявская пишет, что о «научной добросовестности» Бивора можно судить по допущенным им явным подтасовкам и многим фальсификациям. Сенявская приводит случай, когда Бивор ссылается на её монографию «Психология войны в XX веке», обосновывая в своём тексте то, чего не было в монографии.
Бивор также сказал в интервью польской газете, что немецкие женщины были частью общества, которое поддерживало Гитлера, и, следовательно, к ним нельзя относиться как к жертвам в той же степени, как к евреям, полякам и русским.

## Публикации
Романы:
- Violent Brink, (first published John Murray, London, 1975);
- The Faustian Pact, (Jonathan Cape[англ.], London, 1983);
- For Reasons of State, (Jonathan Cape, London, 1980)
- The enchantment of Christina von Retzen (Weidenfeld and Nicolson, London, 1989).

Монографии:
- The Spanish Civil War (первая публикация — London, 1982);
- Inside the British Army (Chatto and Windus[англ.], London, 1990);
- Crete: The Battle and the Resistance (John Murray, London,1991);
- Paris After the Liberation, 1944—1949, в соавторстве с женой, Артемис Купер (1994);
- Stalingrad  (Viking, London, 1998)
- Падение Берлина. 1945 / Berlin: The Downfall 1945 (Penguin, London, 2002); В США издана под названием «The Fall of Berlin 1945»
- The Mystery of Olga Chekhova, (2004).
- The Battle for Spain: The Spanish Civil War 1936–1939. London: Weidenfeld & Nicolson, 2006. ISBN 978-0-14-303765-1
- D-Day: The Battle for Normandy. London: Penguin, 2009. ISBN 978-0-670-02119-2
- The Second World War. London: Weidenfeld & Nicolson, 2012. ISBN 978-0-316-02374-0
- Ardennes 1944: Hitler's Last Gamble. Viking, 2015. ISBN 978-0-670-91864-5
- Arnhem: The Battle for the Bridges, 1944. Viking, 2018. ISBN 978-0-241-32676-3
- Russia: Revolution and Civil War, 1917—1921. London: Weidenfeld & Nicolson, 2022. ISBN 978-1-474-61014-8 {Рец. Дэниела Бира}

На русском:
- Энтони Бивор. Сталинград = Beevor A. Stalingrad. — Viking Press, 1998 / пер. с англ. Сергей Саксин. — СПб., 2018. — 672 с. — ISBN 978-5-389-15563-3.
- Бивор Э. В интересах государства / Перевод М. И. Брук // Английский политический детектив [: Романы : Бивор Э.,  Хоуки Р., Клив Б. ] / Составитель и автор предисловия Г. Анджапаридзе. М.: Радуга, 1987;
- Бивор Э. Падение Берлина. 1945. / Пер. с англ. Ю. Ф. Михайлова. — М.: ACT; Транзиткнига, 2004. — 622 с. — ISBN 5-17-020864-2
- Бивор Э. Ольга Чехова. — М., 2005. — 384 с. — ISBN 5-699-12943-X.
- Бивор Э. Вторая мировая война. — М., 2016. — ISBN 978-5-389-11989-5.
- Бивор Э. Высадка в Нормандии. — М., 2014. — 704 с. — ISBN 978-5-389-07860-4.
- Бивор Э. Гражданская война в Испании 1936-1939. — М., 2017. — 720 с. — ISBN 978-5-389-12292-5.
- Бивор Э. Арденнская операция 1944: Последняя авантюра Гитлера. — М., 2021. — ISBN 978-5-389-14145-2.
- Бивор Э. Битва за Арнем. Крах операции «Маркет – Гарден», или Последняя победа Гитлера. — М., 2021. — ISBN 978-5-389-16077-4.